# Acrosanthes
Az Acrosanthes a szegfűvirágúak (Caryophyllales) rendjébe, ezen belül a kristályvirágfélék (Aizoaceae) családjába tartozó nemzetség.

## Előfordulásuk
Az Acrosanthes-fajok előfordulási területe a Dél-afrikai Köztársaságban, valamint Namíbiában található meg.

## Rendszerezés
A nemzetségbe az alábbi 7 faj tartozik:
- Acrosanthes anceps (Thunb.) Sond.
- Acrosanthes angustifolia Eckl. & Zeyh.
- Acrosanthes decandra Fenzl
- Acrosanthes humifusa (Thunb.) Sond.
- Acrosanthes microphylla Adamson
- Acrosanthes parviflora J.C.Manning & Goldblatt
- Acrosanthes teretifolia Eckl. & Zeyh.